# 梁逸峰
梁逸峰（Leung Yat-fung，1995年6月25日—），香港中文科教师、業餘朗誦家。因在2010年第61届香港学校朗诵节优胜者表演中朗诵孟浩然的《宿业师山房待丁大不至》和晏几道的《南乡子》，朗诵视频被制作为鬼畜视频和空耳。亦与“大力哥”一起被网民合称为“北大力，南逸峰”。另外，也被网民称他为「鬼畜孟浩然」。

## 朗诵表演
梁逸峰曾在第61届香港学校朗诵节优胜者表演中朗诵孟浩然的《宿业师山房待丁大不至》和晏几道的《南乡子》。他在朗诵结束后表示自己有“特别的朗诵技巧”，并举例在诗的初段，会装作四处看风景，又指出《宿业师山房待丁大不至》讲述的是孟浩然在等候朋友，所以在诗的末句“孤琴候萝径”仍继续张望。
| 《宿業師山房待丁大不至》 孟浩然                                                                     | 《南鄉子》 晏幾道 |
| 夕陽度西嶺，群壑倏已暝。 松月生夜涼，風泉滿清聽。 樵人歸欲盡，煙鳥棲初定。 之子期宿來，孤琴候蘿徑。 | 新月又如眉， 長笛誰教月下吹？ 樓倚暮雲初見雁， 南飛， 謾道行人雁後歸。 意欲夢佳期， 夢裡關山路不知。 卻待短書來破恨， 應遲， 還是涼生玉枕時。 |

梁逸峰也在2012年第63屆香港學校朗誦節優勝者表演中朗诵王維的《少年行（四首選三）》以及劉基的《沁園春》。

## 网络爆红
朗诵视频在四年后被上传至“瀛寰搜奇”Facebook专页，随后被网友疯传。网民纷纷表示，梁逸峰的表情十分夸张。前無綫新聞主播柳俊江在觀看影片後表示：“幾兩句頂唔順，有冇人睇得晒，講返比我知有冇人衝入場打佢”（真是一開始就受不了，有没有人能看完，告诉我有没有人衝入场內揍他）。
此后，朗诵视频被人恶搞，截图被制作成表情包，视频也被制作成鬼畜视频，就连bilibili也推出相应专题。更有一些网民模仿“特别的朗诵技巧”朗诵诗词。另外，也有網民反思，現在的朗誦活動是否已与時代脫節。
在讨论区爆红之余，梁亦受到多家媒体的关注。明報報導報導指出部分改圖配以粗口，構成網絡欺凌；教育界立法會議員葉建源认为梁同学朗诵被恶搞是由于当代青少年接触古诗词较少，较难明白其中情感意境所致。也有教育学专家分析，互联网弹指之间的“分享文化”对此也有所影响，希望梁同学身边的师长亲友能够多给他一些鼓励。内地的网易娱乐及央視節目第一时间亦有对此事进行报道。
2014年1月19日，梁逸峰接受明報的專訪並回應事件，表示「有特別朗誦技巧」這句话是製作人員的要求。

## 个人发展
梁逸峰中學就讀屯門天主教中學，其後入讀香港浸會大學文學院。梁大学期间曾想加入学校辩论队，却被拒诸门外。2016年，梁与同学参加第18屆《基本法》全港大專生辯論賽，后成功进入決賽，并在决赛中获评最佳辩论员。梁於2017年畢業，并进入聖母玫瑰書院任中文科口语教师。